# Rimon-et-Savel
Rimon-et-Savel är en kommun i departementet Drôme i regionen Auvergne-Rhône-Alpes i sydöstra Frankrike. Kommunen ligger i kantonen Saillans som tillhör arrondissementet Die. År 2022 hade Rimon-et-Savel 22 invånare.

## Befolkningsutveckling
Antalet invånare i kommunen Rimon-et-Savel
Referens:INSEE